# 钱文
钱文（高棉语：ឈាន វុន ）柬埔寨华人后裔， 中文名：吴长文，1951年1月20日出生于柬埔寨磅针省斯雷桑托县一个华人贫穷家庭，7岁时丧父，并与母亲与兄弟姐妹6人相依为命， 1969-1970年获得法国留学奖学金，红高棉之后，于1990年钱文回柬，并成为当时柬埔寨人民党主席谢辛的秘书兼翻译，柬埔寨总理洪森与柬埔寨国会主席韩桑林的亲信，柬埔寨人民党国会议员兼柬埔寨国会外交、国际合作与新闻宣传委员会委员长，俗称：钱委员长，钱文长期与柬埔寨反对党柬埔寨救国党政见不合，并多次在公共场合痛斥柬埔寨救国党议员与支持者，导致支持柬埔寨救国党媒体与积极份子不满并把其图相恶搞。

## 工作经历
- 1990年 柬埔寨人民党主席谢辛的秘书兼翻译，
- 1991年至1992年出任柬埔寨人民共和国财经部副部长，
- 1992年至1994年出任柬埔寨王国驻澳大利亚与纽西兰大使
- 1994年至2000年出任柬埔寨王国驻韩国大使
- 2000年当选为柬埔寨人民党马德望省国会议员，并兼柬埔寨国会外交、国际合作与新闻宣传委员会委员长，

## 外部連結
- 钱文在天津会见天津市人大常委会主任肖怀远 （页面存档备份，存于）
- 钱文委员长：柬向中国申请1600万美元无偿援助建国会大楼 （页面存档备份，存于）

1. ↑   http://www.7jpz.com/article-28821-1.html吴长文：新届国会将对国际援助项目进行监督%5B%5D
2. ↑  http://kh.china-embassy.org/chn/ljjpz/jpzgk/t404345.htm柬埔寨第三届国会主要成员%5B%5D
3. ↑  http://www.jinbianwanbao.com/List.asp?ID=18931钱文责怪记者：“把我拍得那么丑”%5B%5D